# Dres

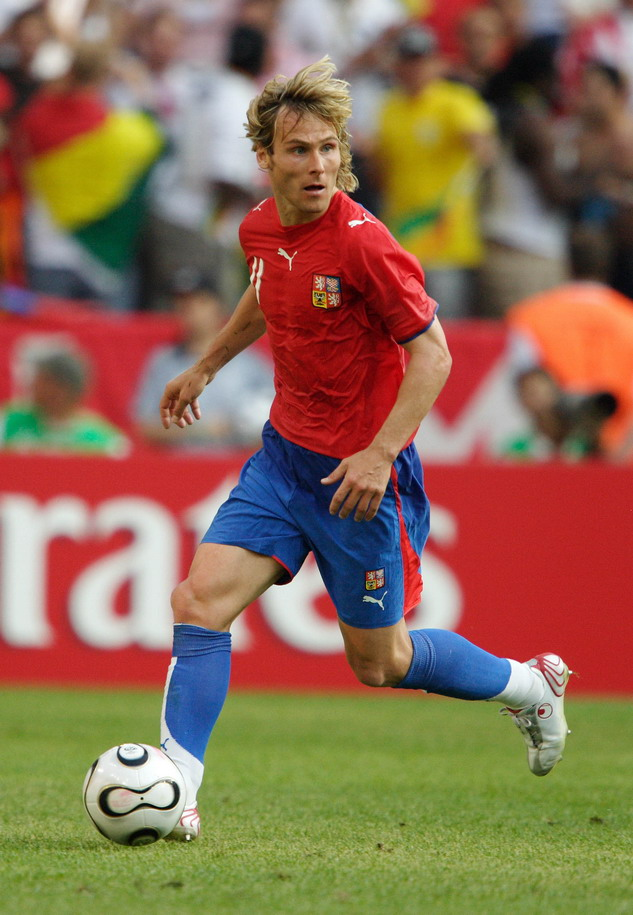
Fotbalový dres (Pavel Nedvěd během reprezentačního zápasu).

Dres (angl. jersey, oblečení) je uniforma hráče v kolektivní hře.

## Popis
Dres pro kolektivní hry se obvykle skládá z více částí - triko, šortky, trenýrky, podkolenky, plavky, plavecká čepice, doplňky atp.
Účelem dresu je usnadnit rozlišení hráčů obou družstev a sledování jejich aktivit (vč. dodržování pravidel hry) - pro rozhodčí, spoluhráče, diváky, sportovní komentátory atp. Sportovní kluby mají často své klubové barvy nebo kombinace a dres každého hráče bývá potištěn. Potisk většinou obsahuje přidělené číslo hráče, může obsahovat jeho jméno, jméno klubu a velmi často také reklamy.
Při mezistátních reprezentačních soutěžích bývají na dresu státní symboly (vlajka, státní znak). Pro televizní přenosy je důležité, aby divák hráče obou družstev bezpečně rozeznal, a proto mají většinou družstva více různě barevných dresů. Ve vzájemném střetnutí pak většinou jedno družstvo použije světlý a druhé tmavý dres.
V 60. letech nastupovaly v hokejové NHL domácí týmy v tmavých a hosté v bílých dresech. V roce 1970 se toto pravidlo obrátilo a trvalo do roku 2003: domácí v bílém, hosté v tmavém. Poté se NHL vrátila k původnímu pravidlu a přibyly tzv. třetí dresy a historické napodobeniny.

## Prodej dresů
Prodej dresů fanouškům je důležitým příjmem v hospodaření klubů, např. ve fotbale nebo v hokeji.
Největší prodejci ve fotbale (počet dresů v tisících za rok):
| Poř. | Stát      | Klub                 | Dresy |
| ---- | --------- | -------------------- | ----- |
| 1.   | Španělsko | Real Madrid          | 1400  |
| 2.   | Anglie    | Manchester United FC | 1400  |
| 3.   | Španělsko | FC Barcelona         | 1150  |
| 4.   | Anglie    | Chelsea FC           | 910   |
| 5.   | Německo   | FC Bayern Mnichov    | 880   |
| 6.   | Anglie    | Liverpool FC         | 810   |
| 7.   | Anglie    | Arsenal FC           | 800   |
| 8.   | Itálie    | Juventus FC          | 480   |
| 9.   | Itálie    | Inter Milán          | 425   |
| 10.  | Itálie    | AC Milán             | 350   |

Oblíbenými u sportovních fanoušků jsou i tzv. minidresy, zmenšeniny klasického sportovního dresu. K výrobě minidresů se používá sublimační technologie. V tiskárně se sublimačními inkousty vytiskne barevný motiv (šablona minidresu) na speciální přenosový papír. Pomocí termolisu se za určité teploty a tlaku (zpravidla 195 °C a vysokého tlaku) a působením po dobu 25–35 sekund přenese vytištěný motiv na polyesterovou látku. Požadovaný vzor se poté vystřihne a sešije naruby. Pro minidres se vyrábí speciální miniaturní ramínka, která se dají umístit pomocí různých stojánků na stoly, police, ad., nebo pomocí přísavek upevnit na sklo.